# ماري ثريلفول
ماري ثريلفول (بالإنجليزية: Mary Threlfall)‏ هي ممرضة أسترالية، ولدت في 25 ديسمبر 1910 في كولاك في أستراليا، وتوفيت في 25 ديسمبر 1996 في غيلونغ في أستراليا.